# Lípa Bolka
Lípa Bolka, nebo Bolkova lípa a polsky Lipa Bolka, je památný strom lípa malolistá (Tilia cordata) u vesnice Brzoza na levém břehu veletoku Visla ve gmině Wielka Nieszawka v okrese Toruň v Polsku. Geograficky se nachází v makroregionu Pradolina Toruńsko-Eberswaldzka v Kujavsko-pomořském vojvodství.

## Další informace
Strom je památkově chráněn od 31. října 2014. Podle údajů z roku 2014:
| Obvod kmene (ve výčetní výšce): | 3,93 m |
| Výška stromu                    | 23 m   |

Lípa Bolka, společně s blízkými památnými stromy Dub Gniewko a Lípa Bratra Alberta, leží na turistické trase Szlak im. Stanisława Noakowskiego.